# Brunon Kudera
Brunon Kudera (ur. 18 czerwca 1876 w Mysłowicach, zm. 11 lutego 1942 tamże) – adwokat, śląski działacz społeczno-polityczny i wiceburmistrz Mysłowic.

## Życiorys
W 1903 ukończył studia prawnicze na uniwersytecie we Wrocławiu. Tamże, wspólnie z Wojciechem Korfantym, Konstantynem Wolnym, Jakubem Kowalczykiem i Janem Dembińskim, działał w zakazanym w roku 1899 propolskim Towarzystwie Akademików Górnoślązaków. Po studiach pracował jako adwokat na Górnym Śląsku, angażując się w działalność w propolskich organizacjach społecznych i politycznych: m.in. w Zw.G. „Sokół”, Zjednoczeniu Zawodowym Polskim, Związku Inteligencji Polskiej na Górnym Śląsku. Ponadto był przewodniczącym Towarzystwa Przyjaciół Nauk na Śląsku, dyrektorem Uniwersytetu Ludowego w Bytomiu i członkiem Rady Nadzorczej spółki czasopisma „Katolik” w Bytomiu. W 1919 został wybrany do rady miejskiej Bytomia, gdzie przewodniczył Polskiemu Klubowi Radnych, wspomagając jednocześnie sekretariat plebiscytowy. Po plebiscycie i III powstaniu śląskim oraz przyznaniu Bytomia Niemcom wrócił do Mysłowic, gdzie w 1922 otworzył kancelarię adwokacką i notarialną. W tym samym roku został radnym Tymczasowej Rady Wojewódzkiej Województwa Śląskiego. W 1927 został wybrany wiceburmistrzem Mysłowic.
We wrześniu 1939 roku, podczas ucieczki przed Niemcami, został w pobliżu Lwowa aresztowany przez władze sowieckie. W 1941 Brunon wrócił do Mysłowic, zmarł w 1942 na zapalenie płuc. Synowie Stefan i Maciej zginęli w 1944 w obozie koncentracyjnym Dachau. Odznaczony Orderem „Pro Ecclesia et Pontifice", nadanym przez papieża Piusa XI.